# 安东尼奥·马利亚·博农奇尼
安东尼奥·马利亚·博农奇尼（義大利語：Antonio Maria Bononcini，1677年6月18日—1726年7月8日），意大利巴洛克作曲家，大提琴家。

## 簡介
安东尼奥与他的哥哥乔万尼.巴蒂斯塔.博农奇尼（Giovanni Battista Bononcini）在维也纳宫廷乐队共事过一段时间。在1705年，他成为后来登基为神圣罗马帝国皇帝的查尔斯六世的乐队指挥。1713年他回到意大利。8年之后，他成为摩德纳地区教堂的音乐总监。这个职务一直保持到他去世。

## 主要作品
- 1710年：《悌格阿尼，亚美尼亚之王》（Tigrane, re d'Armenia）
- 1715年：《真正的朋友》（I veri amici）
- 1715年：《暴躁的英雄》（Il tiranno eroe）
- 1716年：《西索斯悌，埃及之王》（Sesostri re d'Egitto）
- 1717年：《被征服的黄金之地》（La conquista del vello d'oro）
- 1718年：《阿斯悌亚纳特》（Astianatte）
- 1718年：《格瑞塞尔达》（Griselda）
- 1720年：《尼诺》（Nino）
- 1721年：《梅若佩》（Merope）
- 1721年：《恩蒂米奥涅》（Endimione）
- 1721年：《达尼亚的罗西克雷阿》（Rosiclea in Dania）